# سن-آلفونز-دو-گرانبی، کبک
سن-آلفونز-دو-گرانبی (به فرانسوی: Saint-Alphonse-de-Granby) شهری در منطقه شهری لا اوت-یاماسکا ناحیه مونترژی در استان کبک کانادا است. در سرشماری سال ۲۰۱۱ این شهر ۲٬۹۳۸ نفر جمعیت داشته‌است و مساحت آن ۵۰٫۵۲ کیلومتر مربع است.